# Pastor de Las Navas

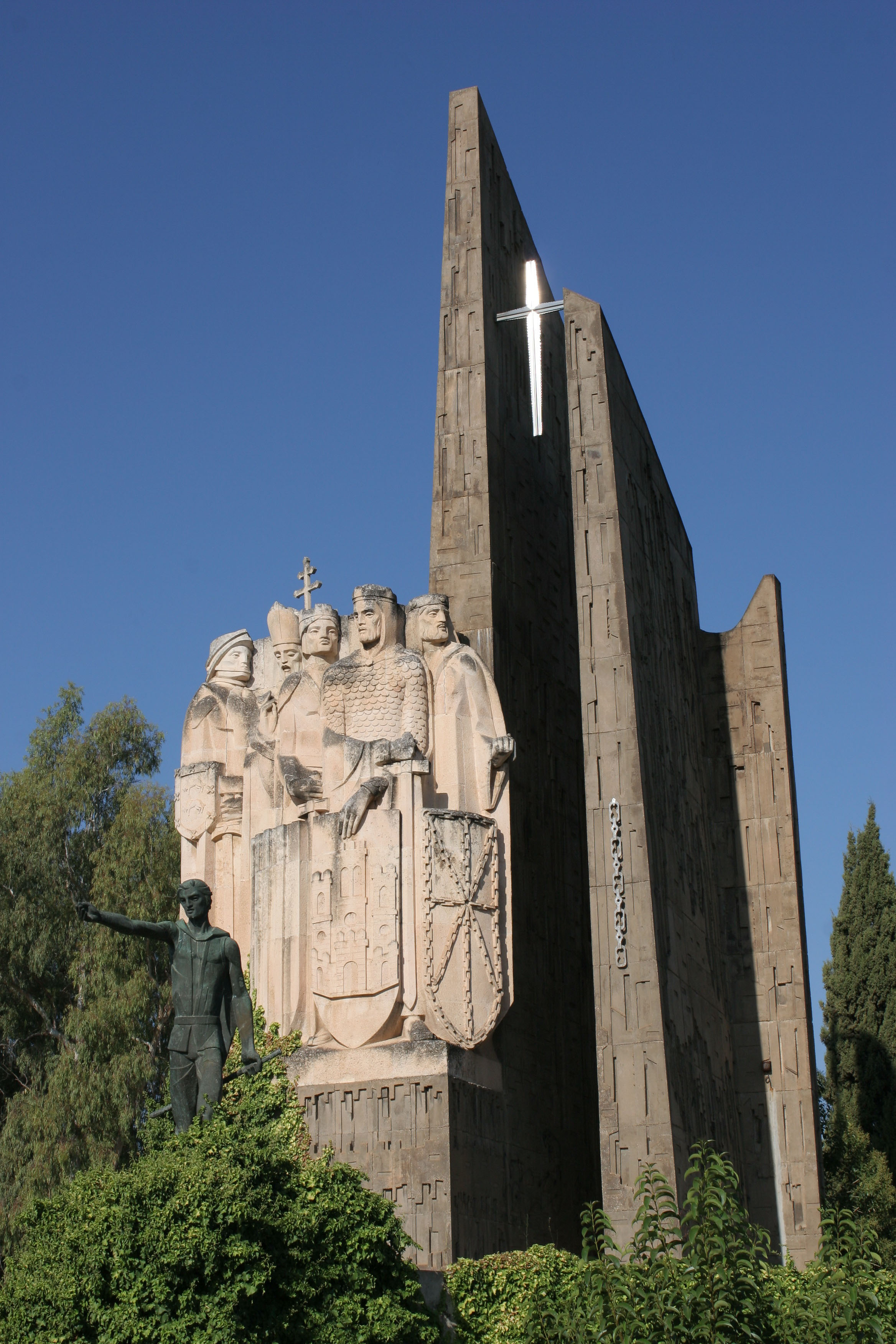
El pastor, representado en el monumento a la batalla de Las Navas, en La Carolina (Jaén).

El pastor de Las Navas fue un personaje de la historia medieval de España que tuvo una intervención fugaz pero decisiva en vísperas de la batalla de las Navas de Tolosa de 1212, guiando por camino seguro a las tropas cristianas de Alfonso VIII a través de Sierra Morena hasta el campamento musulmán de Miramamolín.  
La ausencia de datos históricos concretos que hay sobre este personaje y la diversidad de opiniones que posteriormente se formaron sobre su oportuna intervención, hicieron de él un objeto de leyenda y de controversia historiográfica: 
mencionado en las crónicas contemporáneas como un simple pastor de ganado, lo providencial de su aparición llevó poco después a considerarle un enviado divino; de nombre desconocido, tres siglos después del episodio se le asignaron los de Martín Alhaja o Martín Malo, y cien años más tarde numerosos autores comenzaron a identificarle con San Isidro. 

## Los hechos históricos

La península ibérica en 1210.

A principios del siglo XIII, con la península ibérica inmersa en las guerras de Reconquista que enfrentaban a cristianos y musulmanes por el control del territorio, se fraguó una alianza entre los reyes Alfonso VIII de Castilla, Sancho VII de Navarra y Pedro II de Aragón, que ayudados por cruzados europeos y auspiciados por el papa Inocencio III reunieron un considerable ejército con el que presentar batalla a las tropas almohades del califa de Al-Ándalus Muhammad An-Nasir, llamado Miramamolín. 

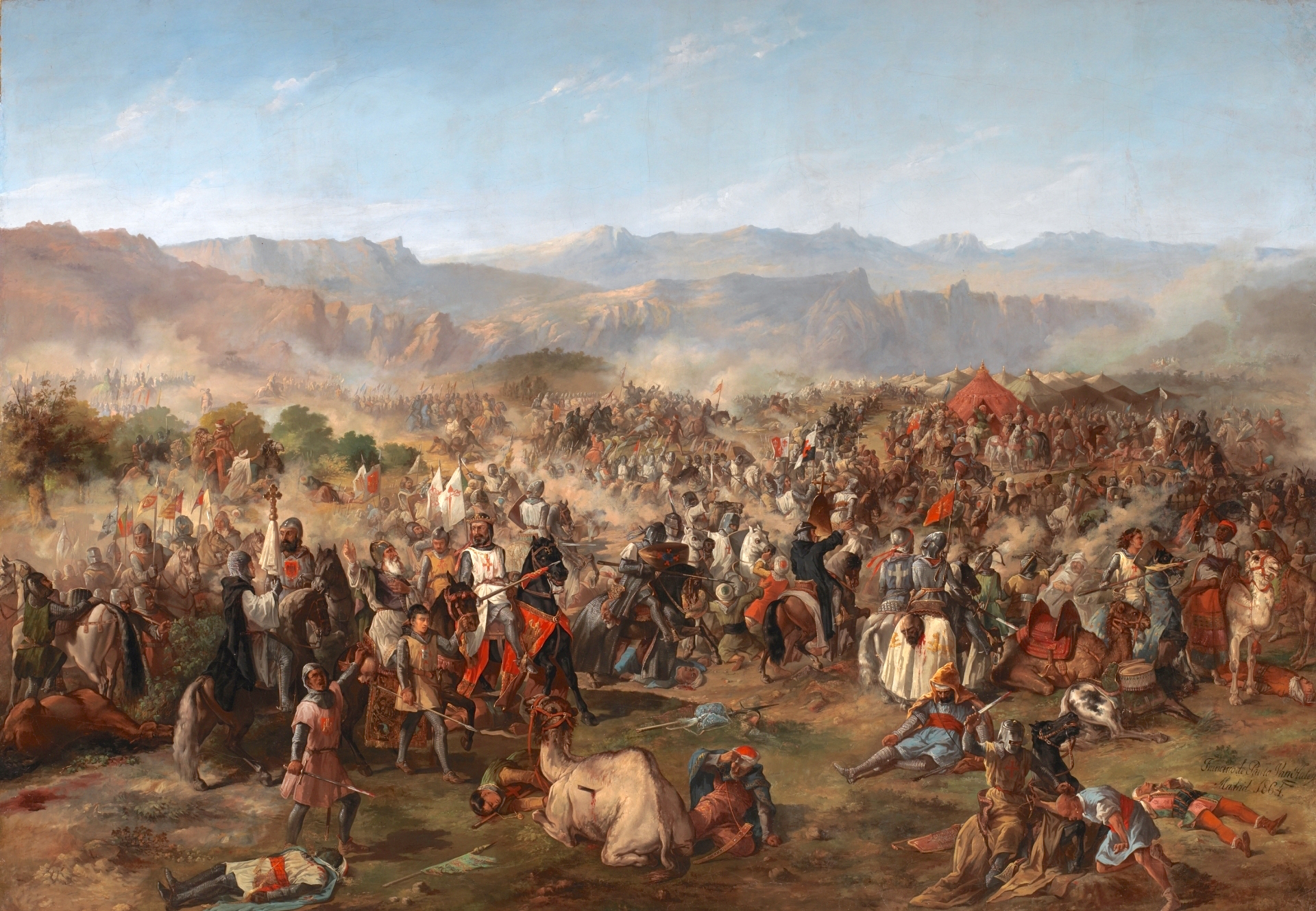
La batalla de Las Navas, lienzo de Francisco de Paula van Halen.

En julio de 1212 el ejército cristiano marchó desde Toledo hacia el sur hasta la actual provincia de Jaén con la intención de librar una gran batalla campal, pero desde su campamento en Castro Ferral encontró su avance detenido porque las tropas almohades dominaban las alturas del puerto de La Losa, terreno abrupto en el que las fuerzas cristianas veían limitada su capacidad de maniobra.  
Ante los líderes cristianos se presentó entonces un pastor que se ofreció a buscarles un paso seguro y accesible a través de Sierra Morena por el que su ejército podría llegar hasta el enemigo sin ser advertido; tras la desconfianza inicial hacia el desconocido, éste guio efectivamente a las tropas cristianas, las cuales consiguieron llegar frente al campamento almohade, que fue contundentemente derrotado en la batalla de las Navas de Tolosa del 16 de julio de ese mismo año.  

### El pastor en las crónicas contemporáneas
De la batalla, y de los hechos ocurridos los días anteriores, se conservan tres testimonios de otras tantas personalidades que hallándose presentes dejaron constancia escrita de los hechos: 
el arzobispo de Narbona Arnaldo Amalric omitió el episodio del pastor al relatar la batalla a Inocencio III, 
pero sí lo mencionaron el rey Alfonso VIII en su carta al papa, relatando: 

«Y como ya uviessemos afirmado nuestro proposito a juyzio de cierto labrador, que Dios embió de repente, en el dicho lugar hallamos otro passo harto facil...»

y el arzobispo de Toledo Rodrigo Jiménez de Rada en De rebus Hispaniae, quien escribió: 

«Dios (...) envió un home como aldeano o pastor, home mal vestido, é parecía que era el vestido de poco valor, segun su manera de parecer. E dijo que él guardara tiempo habia su ganado en aquellos montes, é que tomara por allí en aquel puerto liebres, é conejos. E dijoles que él les mostraria logar por do pasasen muy bien, é sin peligro por la cuesta del monte en derredor, é que los llevaria escondidamente, que aunque los moros los viesen no les pudiesen empecer ninguna cosa, é que podiamos llegar al logar que deseabamos para lidiar con los moros».

A lo largo de la primera mitad del siglo XIII otros cronistas, que no encontrándose presentes en la batalla recogieron las informaciones que les llegaron en su misma época, también hicieron mención del episodio: 
Lucas de Tuy escribió en Chronicon mundi que «apareció milagrosamente cierto hombre en trage de pastor de ovejas»; 
Alberico de Trois-Fontaines en Chronica Alberici dejó anotado que «cierto varón silvestre enviado de Dios vino a ellos vestido y calzado de cuero de ciervo sin curtir (...) y los conduxo milagrosamente por camino fácil»; 
Juan de Osma relató en la Chronica latina regum Castellae que «envió entonces Dios bajo la apariencia de pastor a uno...», aunque más adelante añadió la noticia de un rumor: «Se cree por los que juzgan con rectitud que no era "un puro hombre", sino alguna virtud divina».
Las alusiones al carácter divino de su intervención bien podrían interpretarse como una fórmula coloquial de los cronistas, bastante frecuente en sus escritos; en la misma línea escribieron los autores que basándose en gran parte en Jiménez de Rada y en Lucas de Tuy compusieron la Estoria de España de Alfonso X y las derivadas de ésta.

## La leyenda

### Primera aparición del nombre
El personaje permaneció en el anonimato hasta principios del siglo XVI, cuando Gonzalo Fernández de Oviedo lo mencionó por primera vez bajo el nombre de Martín Alhaja (o Halaja), añadiendo a la historia el detalle de que el pastor había señalado el camino valiéndose de unas calaveras de vaca que los lobos le habían comido recientemente, y de que el rey castellano le había nombrado hidalgo y otorgado armas en premio por sus servicios, haciéndole así antecesor del linaje de los Cabeza de Vaca:

«Dizen algunos queste ombre se llamava Martín Alhaja...Escriven e testifican muchos libros antiguos de armería que después de vençida la batalla, el rey Alonso armó caballero a este ombre e le hizo noble e le puso nombre Cabeça de Vaca. E le dio por armas siete escaques de gules en campo de oro, e sobre el escudo por timbre, una cabeça de vaca de gules»

Nadie sabe de donde pudo sacar este cronista informaciones tan precisas trescientos años después de los hechos, pero su autoridad en materia histórica llevó a numerosos genealogistas e historiadores posteriores a dar por buena esta versión, entre ellos Argote de Molina,
Sebastián de Covarrubias,
Moreno de Vargas,
Francisco Piferrer 
o Andrés Cornejo, que incluso habla de un privilegio según el cual los descendientes de Alhaja tenían derecho a ciertas prebendas; 
otros, como José Pellicer de Ossau,
José Manuel Trelles Villademoros 
o Luis Vilar y Pascual, fecharon el origen de este linaje mucho antes,  en tiempos de los visigodos.
Cabe señalar que el nombre de Martín Alhaja no era nuevo en la historia de España en la época de Fernández de Oviedo: ya circulaba en Cuenca la historia de otro Martín Alhaja que en 1177 había ayudado a las tropas cristianas a penetrar en la ciudad ocupada por los musulmanes, probablemente basada en la Estoria de Conca que un tal Giraldo, titulado canciller del rey, había escrito supuestamente en 1212. 
Posteriormente la crónica de Giraldo sería convincentemente refutada como apócrifa.
Otros autores dejaron constancia de otro nombre atribuido al pastor: Martín Malo; a mediados del siglo XIII un personaje del mismo nombre tenía propiedades en Aceca, al norte de Toledo, aunque su participación en la batalla no está documentada; todavía una aldea de Guarromán, en la provincia de Jaén, lleva este nombre, pero hay que tener en cuenta que esta población fue fundada mucho más tarde, en tiempos de Carlos III. 
Más recientemente, en 1980, José María de Areilza redactó un artículo periodístico en ABC en el que le asignaba el nombre de Martín Halaja y Gontrán, quizás ironizando sobre la ligereza de Fernández de Oviedo o confundiéndolo con la novela histórica de Francisco José Orellana, en la que el protagonista Gontrán es uno de los participantes en la batalla.

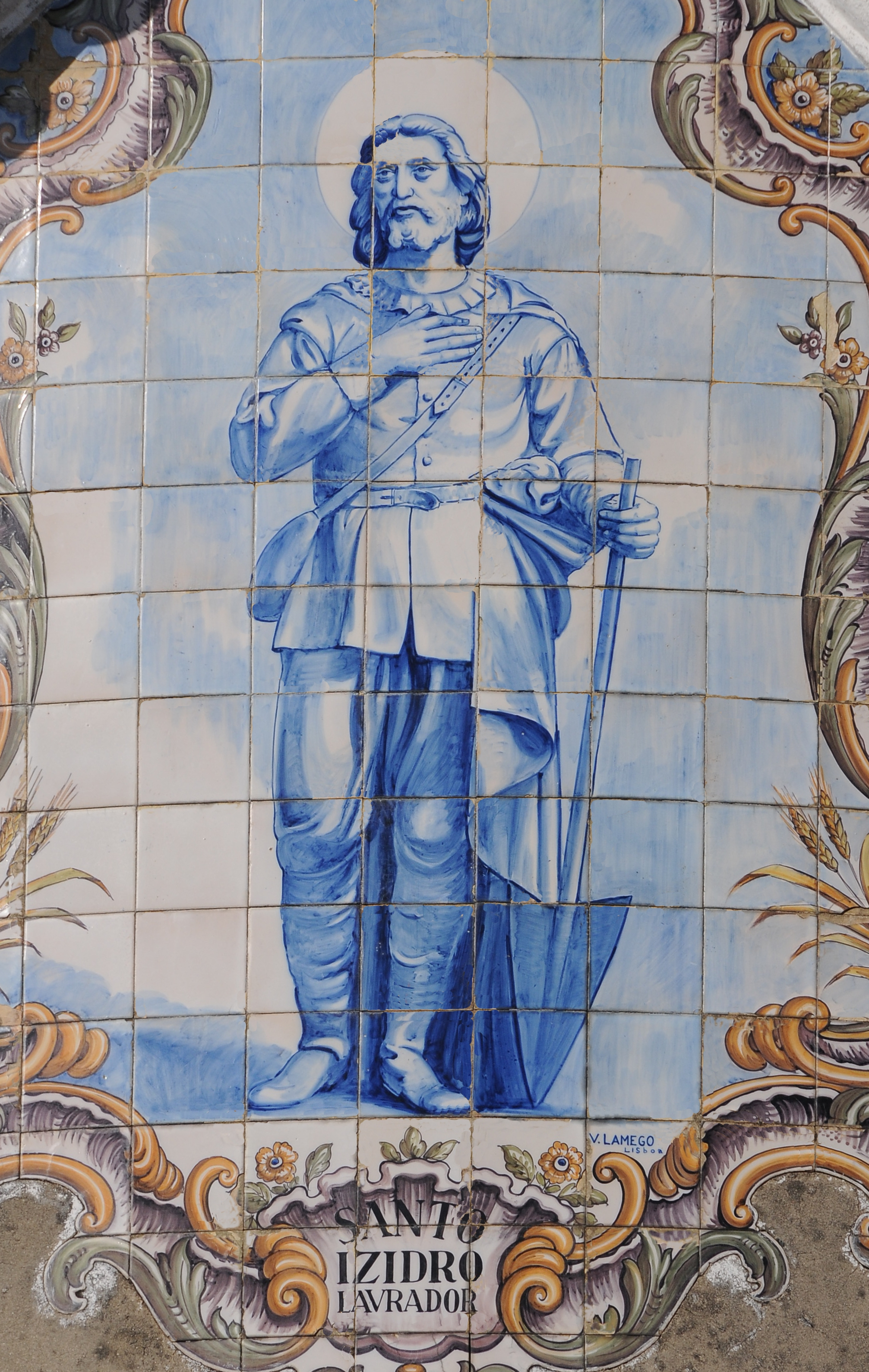
San Isidro Labrador.

### Su identificación con San Isidro
Otra hipótesis acerca del personaje es la que le identifica con el madrileño San Isidro Labrador. 
Isidro, fallecido en 1172, fue enterrado en el cementerio de la iglesia de San Andrés de Madrid. El 1 de abril de 1212, tras haber tenido lugar dos revelaciones sobre su santidad, fue trasladado al interior del templo, donde fue venerado vox populi con la anuencia de la iglesia local. 
En 1562 el Concilio de Trento dispuso que fuera la Santa Sede quien tuviera potestad para decidir qué santos y qué reliquias debían ser veneradas, y la villa de Madrid, que por aquel entonces acababa de ser elegida como sede de la corte española firmemente católica de Felipe II y necesitaba de un santo autóctono, comenzó los trabajos para la canonización; 
en 1593 se presentó la documentación ante Roma, en 1619 Isidro fue beatificado por Paulo V y en 1622 canonizado por Gregorio XV, celebrándose grandes fiestas en la villa con este motivo.
En 1669 terminó la construcción de la capilla de San Isidro, adyacente a la iglesia de San Andrés, y los restos fueron trasladados a ella; en 1769 fue llevado a la iglesia de San Francisco Javier, después renombrada como Colegiata de San Isidro, junto con el cuerpo de María de la Cabeza, que había sido su esposa en vida; en 1936, al comienzo de la guerra civil, la colegiata sufrió un incendio en el que se perdieron numerosas obras de arte, aunque el cuerpo no sufrió daños por haber sido emparedado.

#### El antes y el después de la canonización
Según relatan varios autores modernos, 
tras su regreso de la batalla el rey Alonso VIII visitó la tumba de Isidro en la iglesia de San Andrés, y hallando su cuerpo incorrupto, reconoció en él al pastor que les había guiado por los montes, donando a la iglesia un arca destinada a contener sus restos y erigiendo en su honor una estatua de madera forrada en plata. 
Sin embargo esta es una historia surgida a partir de la canonización del santo: todos los historiadores que escribieron sobre la batalla antes de la fecha en la que se iniciaron oficialmente los trámites ante la Santa Sede (1593) hacen referencia al personaje como a un pastor, un enviado de Dios o ambas cosas a la vez, u omiten su presencia, pero ninguno de ellos le identifica con San Isidro.  
Además de los cronistas medievales y los genealogistas que siguen a Fernández de Oviedo, mencionados anteriormente, merecen citarse 
los anales de la época,
Bernat Desclot en su Llibre del rei en Pere d'Aragó, 
la Crónica de Castilla escrita por encargo de María de Molina, 
la Crónica de San Juan de la Peña,
Diego Rodríguez Almela,
Carlos de Viana,
Rodrigo Sánchez de Arévalo
Diego de Valera,
Lucio Marineo Sículo en De las cosas memorables de España,
Pedro de Medina,
Rafael Martí de Viciana,
Pedro de Alcocer,
Esteban de Garibay,
Francisco de Rades y Andrada,
Luis del Mármol Carvajal,
Argote de Molina,
Jerónimo Zurita en los Anales de la Corona de Aragón, 
el poeta Cristóbal de Mesa,
Juan de Mariana,
Pere Antoni Beuter,
Sebastián de Covarrubias o 
los breviarios de la catedral de Toledo del siglo XV. 
Tampoco hay referencias a la presencia en Las Navas de San Isidro en su primera biografía conocida, un códice escrito en latín hacia 1275 por un diácono de nombre Juan (presumiblemente Juan Gil de Zamora), 
que contiene una relación de los milagros del santo hasta esa fecha y seis himnos que se cantaban antiguamente en las celebraciones de su tránsito.
Fue solamente a partir de la canonización cuando numerosos autores defendieron la aparición del santo en las Navas, entre ellos 
Juan de Marieta,
Lope de Vega,
Alonso de Villegas,
Jaime Bleda,
Gil González Dávila,
Jerónimo de Quintana,
José Pellicer de Ossau,
Antonio Quintanadueñas,
Alonso Núñez de Castro,
José Álvarez de la Fuente,
Enrique Flórez,
Pedro de Ribadeneyra,
Nicolás José de la Cruz,
José Antonio Álvarez Baena,
Manuel Rosell o 
Carlos Ros,  
además de la iglesia católica, que en el proceso de canonización aceptó como hechos ciertos tanto la presencia del Isidro en la batalla como su posterior reconocimiento por el rey Alonso, aunque sin calificarlos de milagrosos; 
los pintores Francisco Rizi y Juan Carreño también dejaron sendos cuadros representando al santo en la batalla y en el momento de ser reconocido por el rey, pero ambos resultaron destruidos en el incendio de 1936. 
Simultáneamente, aun después de la canonización otro grupo igualmente numeroso de historiadores siguieron considerando al personaje un simple pastor, entre ellos Francisco de Pisa,
Pedro Abarca,  
el cura de San Andrés Juan de Ferreras,
José de Moret, 
el marqués de Mondéjar,
Juan Antonio Pellicer,
José Francisco Ortiz y Sanz, 
el caballero Florian,
Antonio Alcalá Galiano,
José Amador de los Ríos,
Pascual Madoz,
Modesto Lafuente, 
el teólogo Vicente de la Fuente,
Víctor Balaguer,
Antonio Martín Gamero o
Antonio Cánovas del Castillo.

#### La controversia
El primero en estudiar en profundidad la posibilidad de que el pastor fuese San Isidro fue el marqués de Mondéjar Gaspar Ibáñez de Segovia en su Crónica del rey D. Alonso el Noble, escrita a principios del siglo XVIII pero inédita hasta 1783, en la que calificó la presencia de San Isidro en las Navas como falsa.  
En la década siguiente a la publicación de esta obra, la opinión que en ella se sostenía fue impugnada por el canónigo Manuel Rosell, defensor acérrimo de la aparición del santo, que puso en duda que la obra fuera de autoría legítima del marqués, ante el silencio del editor Francisco Cerdá y Rico; 
Rosell fue a su vez refutado por Juan Antonio Pellicer, que saliendo en defensa de Mondéjar 
provocó la réplica de Rosell, 
que volvió a ser rebatida por Pellicer, 
que otra vez fue contestado por Rosell, en un enconado debate que cargado por ambas partes de argumentos historiográficos, erudiciones, sutilezas lingüísticas y alusiones personales, dejó la cuestión de la identidad del personaje sin resolver: ninguna de las partes pudo aportar pruebas concluyentes de que el pastor fuera San Isidro, ni tampoco de lo contrario. 

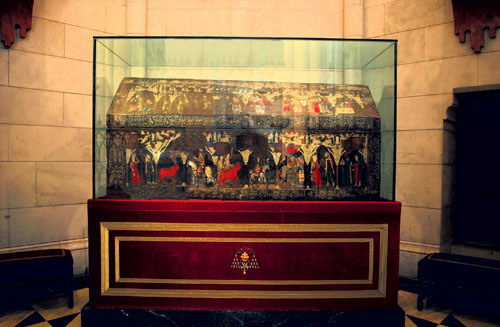
El arca funeraria, expuesta en la catedral de la Almudena de Madrid.

#### Las pruebas materiales: el arca y la estatua originales
Se supone que el arca donada por Alonso VIII estaba decorada con varias escenas de la vida del santo, entre ellas la de su presencia en Las Navas; si esto fuera así, sería la demostración de que el rey reconoció efectivamente al pastor en el cuerpo del santo. 
En los tiempos de la canonización el arca original fue sustituida por una nueva, de madera, que se encontraba dentro de otra, de orfebrería, que había sido un donativo del gremio de plateros de Madrid; ambas fueron cambiadas en 1692 por otras dos, encargadas por Mariana de Neoburgo en agradecimiento por el restablecimiento de su salud; de éstas, la exterior resultó destruida en el incendio de 1936.
Tras la canonización, el arca supuestamente original fue llevada al Palacio Arzobispal de Madrid, pero 
en 1629 Jerónimo de Quintana anotaba la presencia de la escena de Las Navas en el arca en la iglesia de San Andrés apoyándose en Bleda, que no lo menciona; 
en 1772 el arca no estaba en su sitio, según Antonio Ponz; 
en 1786 José Antonio Álvarez Baena aseguraba haber visto el arca y la escena referida en la misma iglesia, 
pero cuatro años más tarde Manuel Rosell describía minuciosamente el arca sin hallar la escena. 
En 1993 el arca fue restaurada y trasladada a la catedral de la Almudena donde todavía se conserva; no se encuentra en ella la escena en cuestión, pero según estudios recientes no es ésta la original, ya que por su estilo se considera perteneciente al reinado de Alfonso X, que comenzó cuarenta años después del de su bisabuelo Alonso VIII.
De las estatuas tampoco se puede extraer conclusión alguna:  
la que se encontraba en la iglesia de San Andrés, donada por Alonso VIII, fue despojada en 1510 de la plata que la cubría, que fue vendida para construir el retablo mayor; se supone que el bulto de madera, ya irreconocible, es el que todavía se halla en la iglesia. 
La que a semejanza de ésta mandó erigir Fernando III en 1226 en la capilla mayor de la catedral de Toledo todavía se encuentra allí, aunque tradicionalmente ha sido tomada como la representación del pastor, no del santo: cuando el cardenal Mendoza redactó su testamento en 1494, pidió ser sepultado en la capilla mayor de la catedral, «donde está la figura del pastor»; 
de su aspecto es imposible inferir ningún parecido con San Isidro: «la figura, que se dice representar aquel pastor, en la catedral de Toledo, tiene en las manos una muleta, distintivo en el siglo XII de la dignidad abacial, que unido a su traje talar, continente y capucha, le hace parecer mas bien un santo abad mozárabe que no un pastor, con perdón de los aficionados a tradiciones y otras cosas análogas».

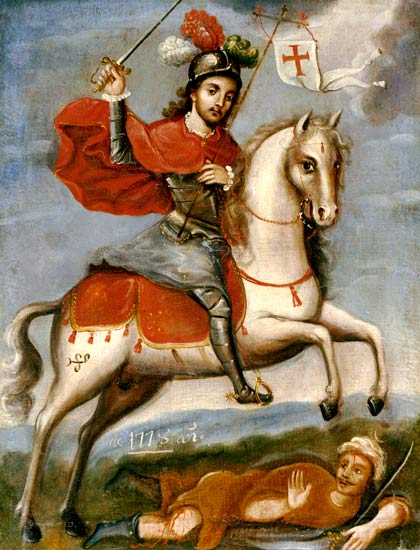
Santiago contra los moros.

«Es tan inútil como imposible pretender indagar o averiguar el modo y causa de haber aparecido [el pastor] a tan buen tiempo en el ejército cristiano (...) Más de 300 años después del suceso comenzaron algunos a decir que aquel aldeano fue S. Isidro Labrador; desde entonces hasta nuestros días ha tenido esta opinión contrarios y defensores. Los autores coetáneos nada dicen ni sospechan de esto. Los muy distantes no hacen fe histórica por sí mismos».

## Otros prodigios similares
Las relaciones de hechos milagrosos ocurridos en combate no es extraña en la historiografía de la Reconquista; en la misma batalla de las Navas se habla además de numerosos prodigios: 
el paso de la cruz primacial portada por Domingo Pascual a través de los escuadrones sarracenos, a cuya visión éstos caían muertos; 
la aparición de la cruz en el cielo (en la que posteriormente se basaría la fiesta del triunfo de la cruz); 
el estandarte que la virgen María envió al rey Alfonso mediante el sacristán de Rocamador; o el increíble balance de bajas, estimado en 200.000 árabes por 25 cristianos «sin salir gota de sangre de tanto moro muerto», que todavía a finales del siglo XVIII algunos autores consideraban correcto. 
Algunas crónicas también mencionan la presencia en la batalla del apóstol Santiago, el rey Fernando el Magno, el Cid campeador, el conde Fernán González y varios ángeles.
Análogamente, a lo largo de toda la guerra, dado su carácter de cruzada religiosa, también abundan episodios en los que ángeles y santos combaten junto a las huestes cristianas:  
San Millán asistiendo a Ramiro II en la batalla de Simancas de 939;  
el ángel que en tiempos del conde García Fernández sustituyó al caballero Fernán Antolínez en la defensa de San Esteban de Gormaz en 974;
San Jorge en la conquista de Huesca por Pedro I de Aragón en 1096;
San Isidoro apareciéndose en Baeza a Alfonso VII en 1157 o 
el diligente apóstol Santiago, que desde su aparición a Ramiro I en la batalla de Clavijo de 844 se prodigó otras 25 veces en otras tantas batallas habidas en Europa, África y las Indias. Si entre las filas musulmanas tuvieron lugar hechos similares, es cosa que se desconoce.
Otros pastores también tuvieron una participación destacada en diversos episodios bélicos de la historia de España en situaciones similares: en 711 Mugueit conquistó Córdoba a los cristianos guiado por un pastor; 
en 1177 el ya mencionado Martín Alhaja mostró a las tropas la entrada a la ciudad sitiada de Cuenca; en 1472 otro pastor ayudó en la toma del castillo de Cardela por Rodrigo Ponce de León; 
en 1477 otro más, de nombre Bartolomé, informó al obispo Alonso de Fonseca de la ruta a seguir para la conquista de Toro, 
y más recientemente, en 1704 Simón Susarte guio a las tropas españolas en un frustrado ataque a los ingleses durante el asedio a Gibraltar.